# Neiglick
Neiglick är en svensk och finländsk släkt. Äldste kände stamfadern Gregorius Neglik, levde på 1600-talet och var kyrkoherde i Kides i Viborgs län.  Efter rikssprängningen 1809 flyttade en gren av släkten över till Sverige med Nils Christian Neiglick (1784-1866) som var överstelöjtnant och chef för Smålands grenadjärbataljon.
Medlemmar av släkten:
- Sixten Neiglick (1819-1893), borgmästare i Uddevalla, riksdagsman
- Hjalmar Neiglick (1860-1889), litteraturhistoriker, filosof
- Carl Anders Neiglick (1819-1893), militär, politiker
- Nils Neiglick (1900-1978), kyrkoherde i Misterhult